# Casa Coulter
La Casa Coulter (en inglés: Coulter House) es una casa histórica ubicada en San Diego, California. La Casa Coulter se encuentra inscrita  en el Registro Nacional de Lugares Históricos desde el 30 de septiembre de 1983. Carleton M. Sr. fue el arquitecto quién diseñó la Casa Coulter.

## Ubicación
La Casa Coulter se encuentra dentro del condado de San Diego en las coordenadas 32°44′18″N 117°09′42″O / 32.738333, -117.161667.